# Тест Грейнджера на причинность
Тест Грейнджера на причинность (англ. Granger causality test) — процедура проверки причинной связи (не причинно-следственной — «причинности по Грейнджеру») между временными рядами. Идея теста заключается в том, что значения (изменения) временного ряда {\displaystyle x_{t}}, являющегося причиной изменений временного ряда {\displaystyle y_{t}}, должны предшествовать изменениям этого временного ряда, и кроме того, должны вносить значимый вклад в прогноз его значений. Если же каждая из переменных вносит значимый вклад в прогноз другой, то, возможно, существует некоторая другая переменная, которая влияет на оба.
В тесте Грейнджера последовательно проверяются две нулевые гипотезы: «{\displaystyle x} не является причиной {\displaystyle y} по Грейнджеру» и «{\displaystyle y} не является причиной {\displaystyle x} по Грейнджеру». Для проверки этих гипотез строятся две регрессии: в каждой регрессии зависимой переменной является одна из проверяемых на причинность переменных, а регрессорами выступают лаги обеих переменных (фактически это векторная авторегрессия):
{\displaystyle y_{t}=a_{0}+a_{1}y_{t-1}+\dots +a_{p}y_{t-p}+b_{1}x_{t-1}+\dots +b_{p}x_{t-p}+\varepsilon _{t}}
{\displaystyle x_{t}=c_{0}+c_{1}x_{t-1}+\dots +c_{p}x_{t-p}+d_{1}y_{t-1}+\dots +d_{p}y_{t-p}+u_{t}}
Для каждой регрессии нулевая гипотеза заключается в том, что коэффициенты при лагах второй переменной одновременно равны нулю:
{\displaystyle H_{0}^{1}:~b_{1}=\dots =b_{p}=0}
{\displaystyle H_{0}^{2}:~d_{1}=\dots =d_{p}=0}
Данные гипотезы можно проверить, например, с помощью F-теста или LM-теста. Результаты теста могут зависеть от количества использованных лагов в регрессиях.